# Prochora lycosiformis
Prochora lycosiformis är en spindelart som först beskrevs av O. Pickard-Cambridge 1872.  Prochora lycosiformis ingår i släktet Prochora och familjen sporrspindlar. Inga underarter finns listade i Catalogue of Life.